# Broken Ties (film 1918)
Broken Ties (conosciuto anche come The Alibi) è un film muto del 1918 diretto da Arthur Ashley.

## Produzione
Il film fu prodotto dalla World Film con il titolo di lavorazione The Alibi.

## Distribuzione
Il copyright del film, richiesto dalla World Film Corp., fu registrato il 31 gennaio 1918 con il numero LU12013.
Distribuito dalla World Film e presentato da William A. Brady, il film uscì nelle sale cinematografiche statunitensi il 18 febbraio 1918.